# Вотсон (Нью-Йорк)
Вотсон (англ. Watson) — місто (англ. town) в США, в окрузі Льюїс штату Нью-Йорк. Населення — 1802 особи (2020).

## Демографія
Згідно з переписом 2010 року, у місті мешкала 1881 особа в 741 домогосподарстві у складі 548 родин. Було 1395 помешкань
Расовий склад населення:
| - 98,6 % — білих - 0,5 % — чорних або афроамериканців - 0,2 % — азіатів |

До двох чи більше рас належало 0,7 %. Частка іспаномовних становила 0,6 % від усіх жителів.
За віковим діапазоном населення розподілялося таким чином: 24,0 % — особи молодші 18 років, 62,3 % — особи у віці 18—64 років, 13,7 % — особи у віці 65 років та старші. Медіана віку мешканця становила 40,4 року. На 100 осіб жіночої статі у місті припадало 103,6 чоловіків;  на 100 жінок у віці від 18 років та старших — 104,6 чоловіків також старших 18 років.
Середній дохід на одне домашнє господарство  становив 73 640 доларів США (медіана — 59 962), а середній дохід на одну сім'ю — 76 766 доларів (медіана — 67 000). Медіана доходів становила 49 063 долари для чоловіків та 35 250 доларів для жінок. За межею бідності перебувало 6,8 % осіб, у тому числі 8,9 % дітей у віці до 18 років та 4,5 % осіб у віці 65 років та старших.
Цивільне працевлаштоване населення становило 875 осіб. Основні галузі зайнятості: освіта, охорона здоров'я та соціальна допомога — 23,2 %, роздрібна торгівля — 16,9 %, будівництво — 16,2 %.